# Pus
|  | Per a altres significats, vegeu «Riu Pus». |

El pus, matèria purulenta o liquor puris és una substància sovint blanquinosa o groguenca, de densitat variable, produïda pel cos durant els processos infecciosos. Un abscés, com ara l'hepàtic, és una acumulació de pus habitualment resultat d'una infecció bacteriana i tancada per un teixit. Una petita acumulació visible de pus sota l'epidermis és coneguda com una pústula o gra i apareix freqüentment en l'acne vulgar, la fol·liculitis per Malassezia furfur o la demodicosi. La pustulosi exantemàtica aguda generalizada acostuma a ser un tipus d'erupció de naturalesa immunitària induïda per certs medicaments. Les col·leccions purulentes poden, com en el cas d'alguns empiemes toràcics, presentar septes fibrosos o ser uniloculars. També, quan estan abscesificades i segons sigui la seva localització corporal, de vegades provoquen fístules.
El pus és produït per glòbuls blancs morts o vius, la majoria d'ells neutròfils, que viatgen als espais intercel·lulars al voltant de les cèl·lules afectades. El pus està compost, principalment, per microorganismes morts, glòbuls blancs morts i restes de teixit danyat que creen un tipus d'exsudat. Els gèrmens que originen pus s'anomenen piogènics; com ara Streptococcus pyogenes, Bacteroides pyogenes o l'espècie Trueperella pyogenes que rares vegades infecta a les persones.
El color del pus depèn de l'agent causal de la infecció. El dels bacteris més comuns, com ara Staphylococcus aureus, acostuma a ser blanc o groc. Quan és verd pot ser provocat per Corynebacterium diphtheriae o indicar la presència de l'enzim antibacterià mieloperoxidasa. El pus vermell es veu generalment en infeccions del tracte urinari i també en algunes pericarditis per MRSA que originen el sagnat dels teixits afectats. El pus marró és un signe característic dels abscessos hepàtics per Entamoeba histolytica. Si el pus és blau, en ell hi ha un pigment secretat per Pseudomonas aeruginosa, la piocianina.
També hi ha malalties en què es produeix pus sense presència d'infecció i són les que cursen amb necrosi de teixit o acumulació de teixit mort, com ara la psoriasi, la pustulosi palmoplantar o la melanosi pustulosa neonatal transitòria.
L'aforisme llatí Ubi pus, ibi evacua, conegut des del temps d'Hipòcrates, fa referència al procediment terapèutic que generalment els metges han d'efectuar quan es forma una col·lecció de pus dins del cos: pràctica d'una incisió i drenatge de tot el material purulent.
Galè escrigué sobre el "pus lloable" (pus bonum et laudabile) de les ferides i durant segles va existir la creença que la supuració era un signe indicatiu del seu bon curs. Henri de Mondeville (1260-1320) va ser el primer cirurjà medieval en demostrar que la formació de pus era un procés innecessari per la curació d'una ferida. Paracels opinava que era millor deixar actuar a la naturalesa que induir la supuració emprant cataplasmes inútils. Emperò, fins a finals del segle XVI no fou seriosament qüestionada la doctrina del bon pus per metges com Bartolomé Hidalgo de Agüero (1530-1597), defensor de les cures seques i la neteja acurada de les lesions per aconseguir una ràpida i correcta cicatrització. Aquest error històric es pot explicar per la diferència entre la presentació d'un procés necrotitzant de la pell i/o els teixits tous (el qual és una malaltia molt greu amb alta mortalitat a curt termini, però que no crea quantitats significatives de pus) i la d'una ferida crònica infectada per bacteris piogènics (que permet un temps de supervivència llarg, tot i supurar abundantment). Hidalgo de Agüero va descriure el seu mètode en un llibre sobre pràctica medicoquirúrgica publicat pòstumament el 1604. Un dels més notables seguidors del nou procediment fou el cirurjà Pedro López de León, qui el va introduir a Cartagena de Indias. Els mètodes antisèptics de Joseph Lister, qui va entendre que la infecció i supuració de les ferides eren el resultat de l'entrada de microbis en elles, revolucionaren la pràctica de la cirurgia al llarg del segle XIX i foren claus per acabar amb la confiança en l'antic paradigma galènic. El concepte desaparegué finalment de la literatura mèdica a principis del segle xx, a banda d'algun article publicat durant la Primera Guerra Mundial.